# Три мушкетери (фільм, 1961)
«Три мушкетери» (фр. Les Trois Mousquetaires) — французько-італійський пригодницький фільм 1961 року режисера Бернара Бордері за однойменним романом Александра Дюма.

## Сюжет

### Частина перша: Підвіски королеви
Мужність, відмінна спритність і віртуозне мистецтво володіння шпагою дали можливість д'Артаньяну, бідному дворянину з провінційної Гасконь, ні більш ні менш, як врятувати королеву Франції від безчестя. Незважаючи на всі перешкоди, які створив на його шляху кардинал Рішельє, д'Артаньян зумів вчасно доставити Анні Австрійській алмазні підвіски — подарунок короля, так необережно відданий нею герцогу Бекінгему на знак кохання. Але ще раніше гасконець став героєм надзвичайних пригод, у яких здобув дружбу трьох мушкетерів — Атоса, Портоса та Араміса, відданість Планше та любов чарівної Констанції. Але д'Артаньян накликав на себе гнів Рошфора, вірного слуги кардинала, ненависть Міледі, шпигунки його преосвященства і, нарешті, ненависть самого Рішельє — найсильнішого та найвпливовішого політика Франції.

### Частина друга: Помста Міледі
Ані підступи Рошфора, ані тюремні ланцюги, ні солодке «ув'язнення» у замку красуні Міледі де Вінтер не змусили відважного д'Артаньяна виказати таємницю листа, який він привіз з Англії разом з підвісками. Атос, Портос і Араміс при покровительстві капітана де Тревіля визволяють д'Артаньяна з полону, але Констанція і Бекінгем гинуть, ставши жертвами політичних інтриг та помсти. Гасконець вступає до лав мушкетерів. Четверо друзів, поквитавшись з Рошфором і Міледі, вирушають разом із полком до Ла-Рошелі. «Один за всіх, і всі за одного!» — їхній незмінний девіз, і сам кардинал вітає переможців на марші.

## У ролях
| Актор             | Роль               |
| ----------------- | ------------------ |
| Жерар Баррей      | Д’Артаньян         |
| Жорж Декрієр      | Атос               |
| Бернар Ворінже    | Портос             |
| Жак Тожа          | Араміс             |
| Даніель Сорано    | Кардинал Рішельє   |
| Мілен Демонжо     | Міледи де Вінтер   |
| Франсуаз Крістоф  | Анна Австрійська   |
| Жан Карме         | Планше             |
| Гі Делорм         | Рошфор             |
| Жак Бертьє        | герцог Бекінгем    |
| Перретт Прадьє    | Констанція Бонасьє |
| Робер Беррі       | Бонасьє            |
| Анрі Нассьє       | Де Тревіль         |
| Гі Трежан         | Людовік XIII       |
| Анн Тон'єтті      | Кеті               |
| Жак Сейлер        | Грімо              |
| Анрі Коган        | Мушкетон           |
| Андре Вебер       | Базен              |
| Саша Питоєфф      | Джон Фельтон       |
| Лена Скерла       | мадам де Шеврез    |
| Малка Рібовська   | мадам де Ланнуа    |
| Еспаніта Кортес   | донья Естефанія    |
| Юбер де Лаппарент | П'єр Сег'є         |
| Жан Дегрев        | де Ла Порт         |
| Клод Карліз       | Бернажу            |

## Місця зйомок
Основну частину фільму було відзнято у павільйонах студії Joinville (Валь-де-Марн). Натурні зйомки проходили:
- у XVI окрузі Парижа — Булонський ліс;
- у департаменті Ен — середньовічна частина міста Перуж;
- у департаменті Кот-д'Армор — форт Лат (14 століття) у місті Плевенон;
- у департаменті Кот-д'Ор — замок Курсель-ле-Семюр, замок Мариньї-ле-Кауе та містах Мармань, Монбар, Семюр-ан-Осуа;
- у департаменті Уаза — замок д'Алінкур у місті Парн, монастир колишнього абатства Сен-Корнель у Комп'єні;
- у департаменті Сена і Марна — замок Германт, замок Флері-ан-Б'єр, маєток Арменвільє у місті Озуар-ла-Ферр'єр та Овальний двір палацу Фонтенбло.